# Stichting Internationaal Esperanto-Instituut
De Stichting Internationaal Esperanto-Instituut (Esperanto: Internacia Esperanto-Instituto; IEI) is een instituut dat door esperantisten Julia Isbrücker en András Cseh in 1930 is opgericht in Den Haag. Het IEI kreeg in 1933 zijn eigen kantoor aan de Haagse Riouwstraat 172, waar het tot op de dag van vandaag gevestigd is. In 2004 is de Stichting Esperanto bij het Onderwijs samengegaan met IEI. De nieuwe naam werd Stichting Internationaal Esperanto-Instituut.

## Docenten
In de jaren 30 van de 20e eeuw heeft het Instituut meer dan 400 gediplomeerde leraren van de Cseh-methode opgeleid. Een veertigtal trok met name door Europa om lessen te geven. Veel Cseh-cursussen en conferenties over dat onderwijs werden in die tijd georganiseerd in een landhuis in Arnhem, het Arnhemse Esperantohuis, dat het gemeentebestuur aan het IEI ter beschikking had gesteld.
Nu heeft het IEI de beschikking over circa 40 gediplomeerde Cseh-docenten, die uit de meest verschillende landen komen. Zij verzorgen Cseh-cursussen. Daarnaast realiseert het IEI seminars om nieuwe Cseh-docenten op te leiden.

## Doel
Het doel van de stichting is:
- de bevordering van het gebruik van de taal Esperanto als internationaal communicatiemiddel;
- de kennis van Esperanto bevorderen;
- het onderwijs van de taal Esperanto bevorderen.

## Overig
Doordat Esperanto tegenwoordig eerder door zelfstudie of via internetcursussen geleerd wordt, zijn de activiteiten van het IEI verschoven naar vooral het organiseren van mondelinge bijeenkomsten. In het gebouw worden ook bijeenkomsten georganiseerd over onderwerpen van de Esperantocultuur. Het IEI houdt zich ook actief bezig met het publiceren van boeken, niet alleen op het gebied van onderwijs, maar ook op dat van de geschiedenis van het Esperanto. Daarbij heeft het IEI een afdeling voor de verkoop van nieuwe en gebruikte Esperanto-boeken. Ook ondersteunt het IEI de ontwikkeling van computerprogramma's voor onderzoek en het gebruik van Esperanto (spraakherkenning, spellingscorrectie, e.a.).